# Modelo físico

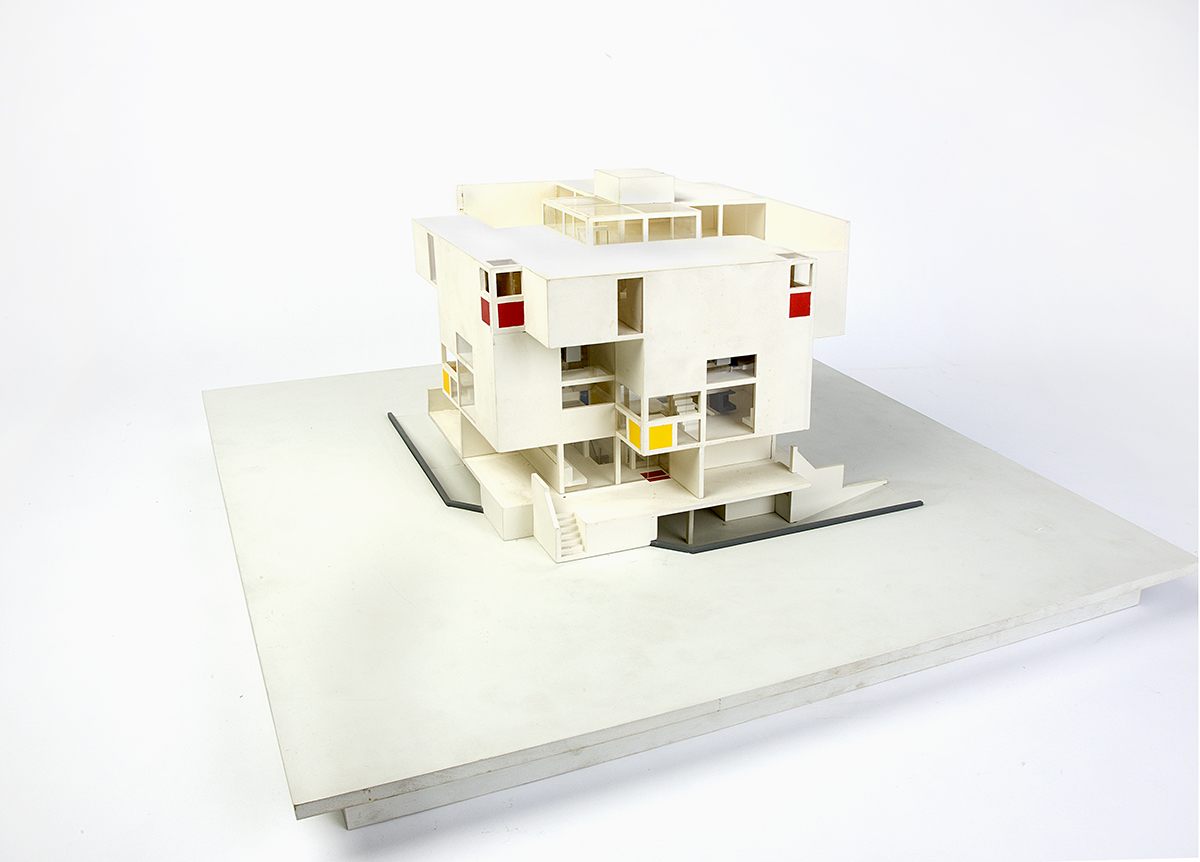
Modelo físico de uma residência no Het Nieuwe Instituut, Roterdã, Países Baixos

Modelos físicos ou  modelos reduzidos em escalas são ferramentas usadas em diversos ramos da engenharia mecânica, engenharia civil, engenharia naval, Engenharia nuclear e em outros ramos para se projetar um protótipo, como por exemplo, um avião, um navio, uma plataforma de petróleo, um automóvel, bombas e turbinas hidráulicas, uma usina hidrelétrica, barragens, eclusas, prédios sujeitos a ventos ou a terremotos. Normalmente este tipo de modelagem física é utilizado para complementar os cálculos dos modelos matemáticos durante um projeto muito grande e complexo. Assim no modelo físico podemos estudar, em escala, reduzida ou aumentada, diversos fenômenos físicos.
A construção de modelos físicos, em escalas reduzidas, embora tentada anteriormente por Arquimedes, Leonardo Da Vinci e outros estudiosos só foi possível após a descoberta da Teoria da Semelhança Mecânica por Isaac Newton e do Teorema de Bridgman.

## Tipos de modelos
Um modelo é uma representação ou interpretação simplificada da realidade, ou uma interpretação de um fragmento de um sistema segundo uma estrutura de conceitos. Um modelo apresenta "apenas" uma visão ou cenário de um fragmento do todo. Normalmente, para estudar um determinado fenômeno complexo, criam-se vários modelos.
Em Teoria de modelos um modelo é uma estrutura composta por um conjunto universo e por constantes, relações e funções definidas no conjunto universo.
Além dos modelos meramente conceituais, que facilitam e norteiam a compreensão e a visualização dos fenômenos naturais intervenientes, dois métodos de simulação podem servir de instrumento para o estudo de fenômenos físicos na natureza, tais como, por exemplo,  a qualidade de águas fluviais, estuariais e costeiras: modelos físicos e modelos matemáticos. A aplicação de um método (físico ou matemático) não exclui o emprego do outro.
- Modelos físicos - Pode servir de referência para a calibração do modelo matemático como, por exemplo, nos estudos de jatos (modelos semiempíricos). Estes modelos podem ser uni, bi e tridimensionais. A escolha das hipóteses simplificadoras e do tipo de modelo é fundamental para a validade dos resultados obtidos. Os modelos físicos têm a vantagem de não apresentarem uma discretização do problema, pois este é continuo e pode ter uma representação geométrica tridimensional sem dificuldades.

- Modelos matemáticos - Representam os fenômenos da natureza por meio de equações. Estas equações matemáticas dos fenômenos físicos são, em alguns casos, de difícil representação e solução. Além disso, necessitam seguidamente do uso de coeficientes desconhecidos que deverão ser medidos na natureza ou em modelos físicos. Como a resolução das equações completas nem sempre é possível, faz-se necessário desprezar certos termos e ainda formular hipóteses sobre a distribuição espacial de certas grandezas (modelos integrais) ou discretizar o espaço e o tempo (modelos numéricos).

- Modelos híbridos - Apesar de possuírem custos iniciais elevados, se apresentam como uma solução para reduzir os custos de operações devido à sua grande flexibilidade, pois permite a realização de vários ensaios em pouco tempo. São basicamente modelos físicos comandados por computadores.

## Exemplo de modelos
- Modelos aerodinâmicos - Nos modelos aerodinâmicos de aviões e automóveis a semelhança aplicada é a de Mach, nos modelos hidrodinâmicos de escoamentos em condutos forçados, como turbinas e bombas, utiliza-se a chamada semelhança de Reynolds e nos condutos livres ( canais, usinas hidrelétricas, vertedores, eclusas de navegação, molhes, diques, quebra-mares, portos), utiliza-se a semelhança de Froude.

- Modelos hidráulicos - Praticamente nenhuma grande obra hidráulica, como molhes, diques, quebra-mares, portos, uma ampliação de praia artificial ou uma usina hidrelétrica, é projetada sem estudos detalhados em vários tipos de modelos matemáticos de diversas categorias e tipos como modelos de hidrologia, hidráulica, mecânica dos solos.

Também são muitíssimo utilizados a construção de vários modelos físicos específicos para molhes, diques, quebra-mares, turbinas, casa de força, vertedouros, eclusas , escada de peixe, etc. Estes modelos podem ser bidimensionais ou tridimensionais (modelo de conjunto).
No projeto da Usina hidrelétrica de Tucuruí, por exemplo, os estudos em modelos reduzidos foram conduzidos no Laboratório Saturnino de Brito, no Rio de Janeiro, durante um período de oito anos.